# M'kaliva
M'kaliva è un ward dello Zambia, parte della Provincia di Lusaka e del Distretto di Luangwa.